# Liniewko Kościerskie
Liniewko Kościerskie (kasz. Lëniewkò) – wieś kaszubska w Polsce położona w województwie pomorskim, w powiecie kościerskim, w gminie Nowa Karczma.
W latach 1975–1998 miejscowość administracyjnie należała do województwa gdańskiego.

## Nazwy źródłowe miejscowości
kasz. Liniewkò, niem. Liniewken

## Komunikacja i transport

### Komunikacja kolejowa
Przez miejscowość przebiega nieprzejezdna linia kolejowa nr 233, w miejscowości znajduje się stacja kolejowa Liniewko Kaszubskie.